# Дерев'яні церкви на півдні Малої Польщі
Дерев'яні церкви на півдні Малої Польщі — група історично цінних і цікавих з архітектурної точки зору дерев'яних церков, розташованих на півдні і сході Малопольського воєводства (в районі міст Горлиці, Новий Торг та Бохня) і в Підкарпатському воєводстві (район Березова).
Більшість церков побудовано у вигляді зрубу і представляють архітектурні стилі від готики до ренесансу, бароко і сучасніших стилів. На стиль деяких будівель вплинула близькість греко-католицького та православного культурного простору — багато з них мають характерні куполи й побудовані у вигляді грецького хреста.
Найбільш ранні об'єкти були побудовані в XIV столітті (найстарішою вважається церква у Гачіві, побудована в 1388 році). Церкви збереглися до нашого часу в хорошому стані і є другим за віком скупченням дерев'яних храмів у Європі після норвезьких каркасних церков.
Оскільки церкви становлять велику історичну цінність, частина з них 3 липня 2003 року була внесена в Список світової спадщини ЮНЕСКО. Більшість церков входить до туристичного маршруту дерев'яної архітектури.

## Список
|  | Церква Архангела Михаїла(пол. Kościół św. Michała Archanioła w Binarowej)                            | село Бінарова            | XV—XVI століття    | 2003 | 1053 [Архівовано 11 липня 2017 у Wayback Machine.] | iii, iv |
|  | Церква всіх Святих (пол. Kościół Wszystkich Świętych w Bliznem)                                      | село Блізне              | XV—XVIII століття  | 2003 | 1053 [Архівовано 11 липня 2017 у Wayback Machine.] | iii, iv |
|  | Церква Архангела Михаїла (пол. Kościół św. Michała Archanioła w Dębnie)                              | село Дембно Подхалянське | XV—XVI століття    | 2003 | 1053 [Архівовано 11 липня 2017 у Wayback Machine.] | iii, iv |
|  | Церква Успіння пресвятої Діви Марії (пол. Kościół Wniebowzięcia Najświętszej Maryi Panny w Haczowie) | село Хачув               | XIV—XVIII століття | 2003 | 1053 [Архівовано 11 липня 2017 у Wayback Machine.] | iii, iv |
|  | Церква святого Леонарда (пол. Kościół św. Leonarda w Lipnicy Murowanej)                              | село Ліпниця Мурована    | XV—XVI століття    | 2003 | 1053 [Архівовано 11 липня 2017 у Wayback Machine.] | iii, iv |
|  | Церква святих Пилипа та Якова (пол. Kościół św. Filipa i św. Jakuba w Sękowej)                       | село Сенкова             | XVI—XVIII століття | 2003 | 1053 [Архівовано 11 липня 2017 у Wayback Machine.] | iii, iv |